# Catocala streckeri
Catocala streckeri là một loài bướm đêm thuộc họ Erebidae. Nó được tìm thấy ở vùng Viễn Đông Nga (Amur, Khabarovsk, Primorye, Sakhalin, miền nam quần đảo Kuril), Hàn Quốc, Trung Quốc và Nhật Bản (Hokkaido, Honshu, Shikoku).
Sải cánh dài khoảng 52 mm.